# Mario Raimondi
Mario Raimondi (Thun, 10 luglio 1980) è un ex calciatore svizzero, di ruolo centrocampista.

## Carriera

### Club
Ha giocato nella prima divisione svizzera.

### Nazionale
Ha partecipato agli Europei Under-21 del 2002.